# Zavàlnoie
Zavàlnoie (en rus: Завальное) és un poble de l'óblast de Lípetsk, a Rússia, que el 2018 tenia 1.582 habitants. Pertany al districte rural d'Úsman.